# 極限痴漢特異點
《極限痴漢特異點》是Astronauts Sirius在2020年8月28日發售的戀愛冒險類型日本成人遊戲。當中由M&M負責原畫，、共同擔當編劇。由撰寫的改編小說於2021年2月12日發售。2021年2月26日，Astronauts Sirius公開續作《極限痴漢特異點2 痴漢的證明》。
《極限痴漢特異點》的舞台藏部市有多條鐵路路線駛經，主角草壁喜壹則不時在該些路線的列車上尋找內心深處渴望被作出痴漢行為的女性，然後對之上下其手。某一天，他突然收到組織蠻痴漢的攝影師Kameo邀請，開始協助組織拍攝痴漢相關片段。
Astronauts Sirius考慮到了員工和粉絲的需求，而決定製作以現代為背景的痴漢遊戲。他們在製作本作時，一般會為了讓遊戲能夠盡可能輔助玩家自慰，而把資源盡可能投放在原畫和劇本上。開發團隊則利用了餘下的資源來製作本作的痴漢系統。本作的痴漢系統具有回合制電子角色扮演遊戲的元素，並加入了過場場景。
《極限痴漢特異點》在開售後登上了各大平台的美少女遊戲銷量排行榜首4位，在日本美少女遊戲暨動漫相關商品銷售網站Getchu屋亦被票選為2020年8月第2佳的美少女遊戲。之後亦在Getchu屋的2020年美少女遊戲大賞和《BugBug》的2020年讀者美少女遊戲人氣投票結果中上榜。

## 遊戲系統
《極限痴漢特異點》採取戀愛冒險的遊玩方式，玩家所扮演的是本作的男主角草壁喜壹。玩家在遊玩的時候都需閱覽屏幕上所顯示的文本和聆聽遊戲發出的聲音，用以了解故事情節和人物之間的對話。該些文字會與人物拼合圖和背景一同出现，用以表示草壁跟誰對話。玩家會在故事中遇見代替背景和人物拼合圖的计算机图形。

《極限痴漢特異點》的痴漢系統。玩家在對作中角色進行痴漢行為時，需點選遊戲畫面上的選項，控制草壁作出各種痴漢行為

玩家在遊戲中可透過點選地圖來控制草壁於市內探索；並前往情報屋，完成他們所給的痴漢任務，藉此收集各攻略角色的情報，令他們更容易控制草壁在進行痴漢行為時，按着角色的弱點進攻。此外玩家亦可控制草壁對路人角色進行痴漢行為，提升象徵痴漢技巧高低的能力值，以便攻略女主角。
玩家在對作中角色進行痴漢行為時，需點選遊戲畫面上的選項，控制草壁作出各種痴漢行為，於限定回合內把角色的LUST值提升至一定水平。草壁能作出的痴汉行为和遊戲所顯示的计算机图形会隨着痴漢階段而改變。當草壁所作出的痴漢行為正好刺激角色的弱點部位時，其LUST值會有較大的升幅。玩家亦能控制草壁使出像「一式·蟲指」般的痴漢必殺技，加快LUST值的升幅。不過使出必殺技會消耗點數，故其使用次數有着一定限制。
本作角色之間的關係亦帶有一定性意味。有關場景包括手交、口交、性交。有關場景可透過讓草壁對女主角作出痴漢行為觸發。除此之外，玩家亦可透過進入壞結局或把女主角送進方舟，來觸發帶凌辱或NTR成分的色情場景。每當攻略完某位女主角後，其色情場景亦可在攻略下一位女主角時觸發，當中可運用地圖上收集的物品。玩家在某些預設的段落中須選擇行為選項。對話框的下一段文本在做出選擇前並不能夠顯示。玩家必須反覆載入選項頁面並選擇不同的選項，才能夠觀覽它們所觸發的不同劇情。同時若不在指定日數內通关，即為遊戲結束。

## 故事
本作的主角草壁喜壹居住在藏部市，其有多條鐵路路線駛經。草壁則不時在該些路線的列車上尋找內心深處渴望被作出痴漢行為（即痴漢願望）的女性，然後對之上下其手。某一天，他突然收到組織蠻痴漢的攝影師Kameo邀請，開始協助組織拍攝痴漢相關片段，以供擁有一定權勢的痴漢愛好者觀賞，藉此賺取金錢。草壁認為這樣做既能賺錢，又符合自己興趣。之後他看中了五名痴漢目標——賀茂伊澄、真幡朱夏、矢坂蒼織、津島白亞、阿里Rin。草壁在一步步磨練自己痴漢技術的同時，調查上述五名角色，以讓自己更容易藉着痴漢技巧征服五人，令她們对自己打開心扉。
草壁在攻略完五位角色後，因其痴漢技巧和相關影片而成為蠻痴漢的話題人物，此時有痴漢為他設立挑戰目標——讓痴漢撲滅組織的領頭人楠見蓮花感受到痴漢行為的快感。草壁於是在列車上對楠見作出痴漢行為，不過他的手部因操勞過度，故在最後無法給予楠見更大的快感。楠見藉此機會傳召組織的警衛，抓獲草壁。草壁在蠻痴漢的協助下成功逃脫。他在把手部治好後，獲得其他痴漢的協助，順利讓楠見感受到痴漢行為的快感。痴漢撲滅組織因此解散。
蠻痴漢因眼見草壁有功，而批准他乘坐稱為「方舟」的廢棄列車，前往組織建立的地下都市。他及後了解到於地下都市生活的都是痴漢和擁有痴漢願望的女性，而蠻痴漢的目的就是於地下建立痴漢的樂園。草壁在回到地面後，把有關記錄發給Kameo。Kameo則借有關情報對奪走他重要事物者展開報復行動，把之轉交給警方。約一個月後，武裝部隊開始對蠻痴漢展開武裝行動，突襲蠻痴漢的會議據點。蠻痴漢的成員為毀滅證據，而對據點等活動地點進行爆破。在場的草壁順利逃脫後，收到Kameo的自白訊息，但草壁不以為意，回復與其他痴漢一起在列車上進行痴漢行為的日子。

## 角色
草壁喜壹
本作主人公，無職。其擁有「看穿內心深處渴望被作出痴漢行為的女性」的能力，然後對有關目標下手。此外他亦有從經驗學習得來的痴漢技術。某一天，他突然收到組織蠻痴漢的攝影師Kameo邀請，開始協助組織拍攝痴漢相關片段，以供擁有一定權勢的痴漢愛好者觀賞，藉此賺取金錢。
賀茂伊澄
新晉聲優，為人內向怕生。在網上以虛擬角色「Ruin」的身份進行活動，並成功取得一定人氣，不過事務所所給的薪酬很低，她本人亦為聲優事業停滯不前而煩惱。後在草壁的推動下跟原事務所解約，專注於聲優事業。
矢坂蒼織
偶像組合「Meteooru」的主打人物，演藝能力高超，但為人傲慢。性慾旺盛，成為偶像也是為了讓自己能夠在將來吸引更多男人，同時能夠從別人的視線中獲得快感。後因草壁能帶給她性快感而願意與他維持性關係。
真幡朱夏
於名校上學的女學生。表面清純，但實際上卻會利用幼小的身姿誘惑男性。她的父母管教嚴格，但其父母的行為卻與管教的那一套相反，致使她開始在行為上對抗兩親。後因草壁的痴漢行為而迷上了他。
津島白亞
女教師兼游泳部顧問。對人態度冷酷，對學生嚴格。她自小受到兩親嚴厲管教，但在發現父親收藏痴漢題材色情作品後迷上之，在性事上喜欢扮演受虐的一方。後因草壁的痴漢行為而迷上了他。
阿里Rin
援交少女兼享樂主義者，但在遇上草壁前還是個處女。她亦任職酒吧的舞者。其在援交時只提供性交以外的服務。她生活在再婚家庭，並認為不應向非親生父母拿取零用錢，於是自行靠身體賺錢。後因遇上草壁而決定放棄援交。
楠見蓮花
痴漢撲滅組織的領頭人。因為幼時被父親性侵的經歷而患上性慾低下症，並厭惡所有痴漢。後來草壁讓她感受到痴漢行為的快感，有關消息傳出後痴漢撲滅組織亦告解散。她最後被送到地下都市，在那接受讓她產生痴漢願望的「治療」。
Kameo
蠻痴漢的攝影師。因為痴漢奪走他的重要事物，而決定利用喜壹報復他們。在日常與喜壹只以電話訊息溝通。

## 開發
Astronauts Sirius此前曾發表过不少科幻和奇幻類型的遊戲，故開始有員工和粉絲希望其可以製作一些以現代為背景的遊戲。負責本作原畫的M&M在過去亦曾靠着痴汉类型的作品獲得好評，因此一直有粉絲希望M&M再一次參與上述类型作品的開發工作。Astronauts Sirius此前亦在製作《絕對女帝都市》時考慮到粉絲的需求，並獲得好評。故他們決定再度考慮粉絲需求，製作痴汉类型的作品，進而開發《極限痴漢特異點》。除了M&M外，、亦參與本作的製作，共同擔當編劇。負責監製。
Astronauts Sirius在製作本作時，為了讓它能夠盡可能輔助玩家自慰，而把資源盡可能投放在原畫和劇本上。開發团隊則利用了餘下的資源來製作本作的痴漢系统。該系统具有回合制電子角色扮演遊戲的元素，並加入了過場場景。它是開發團隊為本作特意設計的，桐生表示有關開發工作花費他們不少精力。他們曾在開發初期把卡片式的痴汉系统納入考慮範圍之內，但後來因資源問題而放棄之。必殺技的演出亦是他們投放資源較少的地方，它們的名稱和風格皆按內部人員的建議採用日本風。桐生对M&M为草壁設計的視覺效果感到滿意，認為它有着一定「神秘色彩」。雖然遊戲系统包含不少要素，但开發团隊仍以讓玩家輕鬆遊玩為目標，並認為其難度很低。此外本作亦支援1920×1080全高清的解像度，故他需花費更多時間描畫原畫。
M&M在設計5名女角色時，是以5名角色的外表都美麗得能成為主角的心態設計的。他們的內部企劃參考了御宅族文化的新趨勢，設計出角色的外表和衣服，因此其與M&M過往設計的角色有所不同。M&M參考了其以往有參與开發的痴汉作品，之後再根據自己對最新畫風的了解進行改進，为遊戲绘畫原畫。他有意讓本作的作畫設計得與上一部作品有少許不同。由於本作的主題是痴漢，故他相當著重「衣服的层次感和皱纹」，並为之绘畫不少着衣性行为的場景。女主角的衣服經常在性事過程有着一定變化，故他在描畫有關場景時花了不少時間。
伊澄為M&M設計的首名角色。伊澄在企畫書上為以頭髮遮着單邊眼睛的角色，但後來因繪畫難度問題而放棄這一設定。真幡則為他首次挑戰繪畫的雌小鬼屬性角色，他在描畫她時參考了企劃書的衣服資料。矢坂的偶像服同為他首度挑戰的服飾。他認為蒼織的絲帶大小難以掌握。白亞的形象跟他所設計的過往角色相符。不過他在描畫其臉部時因年齡方面的設定而陷入苦惱。阿里的人設符合M&M的興趣，他在繪畫她時亦較為順利。企劃書的起草人起初把草壁設計成較成熟者，但M&M在繪畫時參考了日本某角色扮演遊戲系列的各代主人公，把他修改得年輕一點。其成品得到起草人滿意，故得以採用。
由於肛門能在畫面中不以馬賽克遮擋，且以之進行性事能使角色更為羞恥，故開發团隊為每個可攻略主要角色都加入了肛交場景。他們在遊戲中加入了不少適用於色情場景的收集物品。開發團隊在本作開發將近完成時才正式決定加入哪些物品。當中部分是以各角色的外表和姿勢為考慮要點來加入的。他們最终決定加入各款眼鏡的理由在於認為本作「沒有具眼鏡屬性的人物」，以及眼鏡能「大幅改變角色形象」。收集物品中亦包含口罩，不過製作團隊表示包含口罩的原因並非為了回應2019冠狀病毒病的流行，而是在於其能為角色帶來「神秘感」。與Astronauts Sirius的過往作品相比，其加入了不少帶凌辱色彩的色情場景，他們加入有關色情場景的目的在於「突顯坏结局之前的劇情跟普通劇情的區別」。桐生在複查上述內容時感到噁心。

## 發行
2020年5月20日，Astronauts Sirius開設了《極限痴漢特異點》的官方網站，同日公開遊戲的部分電腦圖形。7月10日，它在官網上公開本作的聲優名單。同月22日，它在FANZA GAMES上發佈了本作的免費試玩版，予供公眾下載試玩。試玩版收錄了與賀茂伊澄有關的劇情。
PC光碟版、完整下載版、各女主角的單獨攻略版於8月28日發行，同時相容Windows 7/8/10。部分商店為購入者安排了像掛毯、電話卡、色紙般的特典。12月25日，Astronauts Sirius推出了本作的通常版。
改編小說由撰寫，插畫則由M&M負責繪製，於2021年2月12日經旗下的發行，共有256頁。

## 評價

### 作品人氣
《極限痴漢特異點》在開售後登上了各大平台的美少女遊戲銷量排行榜——它在首次登上排行榜時，於美少女遊戲暨動漫相關商品銷售網站Getchu屋、雜誌《BugBug》、《Megastore》上皆奪得第4位。它在Getchu屋亦被票選為當月第2佳的美少女遊戲。開發團隊表示，他們的這部作品在社交媒體上為不少人所討論，熱度比他們其他作品為高，同時亦收到日本國外一些玩家的好評及建議。
Getchu屋亦在每年舉辦美少女遊戲大賞，讓用戶就去年發售的美少女遊戲在不同範疇的表現投票。《極限痴漢特異點》在2020年美少女遊戲大賞中，獲得系統部門第3位和色情部門第10位。根據《BugBug》的2020年讀者美少女遊戲人氣投票結果，這部作品亦獲得色情部門第4位和遊戲性部門第9位。

### 評論
評論者認為本作是面向擁有某些性癖的人的作品。他們表示本作適合喜歡痴漢類型遊戲或想對女性作出痴汉行为的人遊玩。《BugBug》的Dancho（だんちょー）亦寫道，本作包含不少肛交場景，適合肛交愛好者。Media Clip的Ryo形容本作帶凌辱或NTR成分的色情場景適合相关爱好者。Dancho認為在賀茂收錄廣播錄音期間对之作出痴漢行为，然後肛交的場景有點重口味。他對本作的凌辱場景亦有類似評論。Ryo則特別提到和讚揚其色情場景「充分運用到了各角色的设定」。Ryo還讚揚本作的原畫和劇情，認為M&M繪製的電腦圖形「美麗得來又夠H」，後者的「展開很好」。
評論者對本作的痴漢必殺技持褒貶不一的評價。他們認為有關場面很帥，但卻帶着中二病氣息。

### 遊戲連動
該遊戲與Waffle的線上角色扮演成人遊戲《伊甸騎士境界》於2021年4月28日至5月12日期間聯動，讓賀茂伊澄和真幡朱夏於後者登場。

## 續作
續作《極限痴漢特異點2 痴漢的證明》由Astronauts Sirius在2021年2月26日發售。故事發生於《極限痴漢特異點》結局的約半年之後，講述蠻痴漢開展活動「暴爛痴」後的一連串事件。其大致沿用前作的系統。

## 外部連結
- 官方网站 （日語）
- 《極限痴漢特異點》在視覺小說數據庫的頁面 （英文）